# Druga Liga 1970-1971
La Druga savezna liga SFRJ 1970-1971, conosciuta semplicemente come Druga liga 1970-1971, fu la 25ª edizione della seconda divisione del campionato jugoslavo di calcio. 
Questa fu la terza edizione impostata su quattro gironi Ovest, Nord, Sud ed Est (Zapad, Sever, Jug e Istok) senza divisioni nette fra i confini delle repubbliche. Dalla edizione successiva ci fu un aumento di squadre: i quattro gironi passarono da 16 a 18 squadre ciascuno.
Le prime due classificate di ogni girone (totale otto squadre) disputarono gli spareggi-promozione per due posti in Prva Liga 1971-1972.

## Provenienza
| Slovenia                                  | Croazia | Bosnia Erzegovina | Serbia                                                                                               | Serbia | Serbia                 | Montenegro                                                         | Macedonia                                                              |
| Slovenia                                  | Croazia | Bosnia Erzegovina | Voivodina                                                                                            | Serbia Centrale | Kosovo                 | Montenegro                                                         | Macedonia                                                              |
| ----------------------------------------- | --- | --- | --- | --- | ---------------------- | ------------------------------------------------------------------ | ---------------------------------------------------------------------- |
| - ŽNK Lubiana - Mura - Železničar Maribor | - Belišće - Borovo - BSK Slavonski Brod - Dinamo Vinkovci - GOŠK Dubrovnik - Karlovac - Metalac Osijek - Metalac Zagabria - Orijent - Osijek - Rijeka - Rovigno - Sebenico - RNK Spalato - Trešnjevka - Varteks Varaždin - NK Zagabria - Zagrebački plavi | - Borac Čapljina - Borac Travnik - Bosna Sarajevo - Bosna Visoko - Famos Hrasnica - Igman Konjic - Jedinstvo Bihać - Jedinstvo Brčko - Leotar - Pofalički Sarajevo - Rudar Kakanj - Rudar Ljubija - UNIS Vogošća | - Bačka B. Palanka - Dinamo Pančevo - Hajduk Kula - Novi Sad - Proleter Zrenjanin - Spartak Subotica | - Borac Čačak - Dubočica Leskovac - FK FAP - Galenika Zemun - Metalac Valjevo - Napredak Kruševac - Radnički Pirot - Sloboda Užice - Sloga Kraljevo - Voždovački - Železničar Niš | - Priština - FK Trepča | - Budućnost - Iskra Danilovgrad - Lovćen - Sutjeska - OFK Titograd | - Bregalnica Štip - MIK Skopje - Pobeda - Rabotnički - Teteks - Vardar |

## Girone Ovest

### Profili
| Squadra            | Città         | Stadio                | Stagione 1969-70 | Stagione 1969-70      |
| Squadra            | Città         | Stadio                | Pos.             | Divisione             |
| ------------------ | ------------- | --------------------- | ---------------- | --------------------- |
| NK Zagreb          | Zagabria      | Stadion Kranjčevićeva | 18º              | Prva liga             |
| Rijeka             | Fiume         | Stadio Cantrida       | 1º               | Druga liga Ovest      |
| Rudar Ljubija      | Prijedor      | Gradski stadion       | 3º               | Druga liga Ovest      |
| Orijent            | Sussak, Fiume | Stadion Krimeja       | 4º               | Druga liga Ovest      |
| Karlovac           | Karlovac      | Gradski stadion       | 5º               | Druga liga Ovest      |
| Zagrebački plavi   | Zagabria      | Stadion uz Savu       | 6º               | Druga liga Ovest      |
| Železničar Maribor | Maribor       | Športni Park Tabor    | 7º               | Druga liga Ovest      |
| Trešnjevka         | Zagabria      | Igralište Graba       | 8º               | Druga liga Ovest      |
| Metalac Zagabria   | Zagabria      | Stadion Metalac       | 9º               | Druga liga Ovest      |
| Ljubljana          | Lubiana       | Stadion ŽŠD           | 10º              | Druga liga Ovest      |
| Šibenik            | Sebenico      | Stadion Šubićevac     | 11º              | Druga liga Ovest      |
| RNK Split          | Spalato       | Park Skojevaca        | 12º              | Druga liga Ovest      |
| Varteks Varaždin   | Varaždin      | Stadion Varteks       | 13º              | Druga liga Ovest      |
| Mura               | Murska Sobota | Stadion Fazanerija    | 1º               | Slovenska liga        |
| Rovinj             | Rovigno       | Stadion Valbruna      | 1º               | Riječko-istarska zona |
| Jedinstvo Bihać    | Bihać         | Stadion pod Borićima  | 1º               | Banjalučka zona       |

### Classifica
|  | Pos. | Squadra            | Pt | G  | V  | N  | P  | GF | GS | DR  |
|  | ---- | ------------------ | -- | -- | -- | -- | -- | -- | -- | --- |
|  | 1.   | Rijeka             | 48 | 30 | 22 | 4  | 4  | 68 | 16 | +52 |
|  | 2.   | Rudar Ljubija      | 45 | 30 | 21 | 3  | 6  | 49 | 20 | +29 |
|  | 3.   | NK Zagabria        | 43 | 30 | 19 | 5  | 6  | 63 | 27 | +36 |
|  | 4.   | Sebenico           | 42 | 30 | 17 | 8  | 5  | 51 | 27 | +24 |
|  | 5.   | Varteks Varaždin   | 41 | 30 | 13 | 5  | 12 | 45 | 31 | +14 |
|  | 6.   | ŽNK Lubiana        | 31 | 30 | 11 | 9  | 10 | 40 | 33 | +7  |
|  | 7.   | Orijent            | 28 | 30 | 9  | 10 | 11 | 36 | 38 | −2  |
|  | 8.   | RNK Spalato        | 27 | 30 | 8  | 11 | 11 | 39 | 41 | −2  |
|  | 9.   | Karlovac           | 26 | 30 | 9  | 8  | 13 | 32 | 55 | −23 |
|  | 10.  | Trešnjevka         | 26 | 30 | 9  | 7  | 14 | 30 | 14 | −14 |
|  | 11.  | Železničar Maribor | 25 | 30 | 9  | 7  | 14 | 31 | 49 | −18 |
|  | 12.  | Mura               | 24 | 30 | 7  | 10 | 13 | 29 | 43 | −14 |
|  | 13.  | Jedinstvo Bihać    | 23 | 30 | 7  | 9  | 14 | 32 | 47 | −15 |
|  | 14.  | Zagrebački plavi   | 22 | 30 | 8  | 6  | 16 | 31 | 55 | −24 |
|  | 15.  | Rovigno            | 21 | 30 | 7  | 7  | 14 | 27 | 46 | −19 |
|  | 16.  | Metalac Zagabria   | 19 | 30 | 5  | 9  | 16 | 27 | 58 | −31 |

Legenda:

      Promossa in Prva Liga 1971-1972 dopo gli spareggi.

  Partecipa agli spareggi promozione/retrocessione.

      Retrocessa in terza divisione jugoslava 1971-1972.

      Esclusa dal campionato.
Note:

Due punti a vittoria, uno a pareggio, zero a sconfitta.
In caso di arrivo di due o più squadre a pari punti, la graduatoria viene stilata secondo la differenza reti tra le squadre interessate.
| Capocannoniere |             |           |
| Reti           | Marcatore   | Squadra   |
| 22             | Antun Crnič | NK Zagreb |

## Girone Nord

### Profili
| Squadra            | Città              | Stadio                  | Stagione 1969-70 | Stagione 1969-70 |
| Squadra            | Città              | Stadio                  | Pos.             | Divisione        |
| ------------------ | ------------------ | ----------------------- | ---------------- | ---------------- |
| Osijek             | Osijek             | Igralište kraj Drave    | 1º               | Druga liga Nord  |
| Proleter           | Zrenjanin          | Stadion Karađorđev park | 3º               | Druga liga Nord  |
| Belišće            | Belišće            | Gradski stadion         | 4º               | Druga liga Nord  |
| Dinamo Pančevo     | Pančevo            | Gradski stadion         | 5º               | Druga liga Nord  |
| Bačka B. Palanka   | Bačka Palanka      | Gradski stadion         | 6º               | Druga liga Nord  |
| Jedinstvo Brčko    | Brčko              | Gradski stadion         | 7º               | Druga liga Nord  |
| Dinamo Vinkovci    | Vinkovci           | Stadion Mladosti        | 8º               | Druga liga Nord  |
| Metalac Valjevo    | Valjevo            | Stadion Park Pećina     | 9º               | Druga liga Nord  |
| Borovo             | Borovo             | Gradski stadion         | 10º              | Druga liga Nord  |
| Spartak Subotica   | Subotica           | Gradski stadion         | 11º              | Druga liga Nord  |
| Novi Sad           | Novi Sad           | Stadion Detelinara      | 12º              | Druga liga Nord  |
| Metalac Osijek     | Osijek             | Športski centar Bikara  | 13º              | Druga liga Nord  |
| BSK Slavonski Brod | Slavonski Brod     | Stadion uz Savu         | 14º              | Druga liga Nord  |
| Voždovački         | Voždovac, Belgrado | Stadion Voždovac        | 15º              | Druga liga Nord  |
| Hajduk Kula        | Kula               | Stadion Hajduka         | 1º               | Vojvođanska liga |
| Galenika Zemun     | Zemun, Belgrado    | Gradski stadion         | 1º               | Srpska liga Nord |

### Classifica
|  | Pos. | Squadra            | Pt | G  | V  | N  | P  | GF | GS | DR  |
|  | ---- | ------------------ | -- | -- | -- | -- | -- | -- | -- | --- |
|  | 1.   | Proleter Zrenjanin | 39 | 30 | 14 | 11 | 5  | 54 | 29 | +25 |
|  | 2.   | Osijek             | 37 | 30 | 13 | 11 | 6  | 46 | 28 | +18 |
|  | 3.   | Spartak Subotica   | 35 | 30 | 13 | 9  | 8  | 40 | 28 | +12 |
|  | 4.   | Voždovački         | 35 | 30 | 14 | 7  | 9  | 38 | 30 | +8  |
|  | 5.   | Borovo             | 32 | 30 | 11 | 10 | 9  | 30 | 21 | +9  |
|  | 6.   | Galenika Zemun     | 32 | 30 | 12 | 8  | 10 | 47 | 44 | +3  |
|  | 7.   | Dinamo Pančevo     | 32 | 30 | 11 | 10 | 9  | 34 | 38 | −4  |
|  | 8.   | Dinamo Vinkovci    | 30 | 30 | 10 | 10 | 10 | 39 | 35 | +4  |
|  | 9.   | Bačka B. Palanka   | 29 | 30 | 10 | 9  | 11 | 39 | 34 | +5  |
|  | 10.  | Hajduk Kula        | 29 | 30 | 10 | 9  | 11 | 43 | 44 | −1  |
|  | 11.  | Metalac Valjevo    | 28 | 30 | 10 | 8  | 12 | 25 | 41 | −16 |
|  | 12.  | Jedinstvo Brčko    | 27 | 30 | 9  | 9  | 12 | 32 | 35 | −3  |
|  | 13.  | Metalac Osijek     | 26 | 30 | 9  | 8  | 13 | 32 | 48 | −16 |
|  | 14.  | Novi Sad           | 25 | 30 | 9  | 7  | 14 | 32 | 41 | −9  |
|  | 15.  | Belišće            | 25 | 30 | 6  | 13 | 11 | 29 | 45 | −16 |
|  | 16.  | BSK Slavonski Brod | 19 | 30 | 3  | 13 | 14 | 19 | 38 | −19 |

Legenda:

      Promossa in Prva Liga 1971-1972 dopo gli spareggi.

  Partecipa agli spareggi promozione/retrocessione.

      Retrocessa in terza divisione jugoslava 1971-1972.

      Esclusa dal campionato.
Note:

Due punti a vittoria, uno a pareggio, zero a sconfitta.
In caso di arrivo di due o più squadre a pari punti, la graduatoria viene stilata secondo la differenza reti tra le squadre interessate.
| Capocannoniere |                |                    |
| Reti           | Marcatore      | Squadra            |
| 19             | Žarko Olarević | Proleter Zrenjanin |

## Girone Sud

### Profili
| Squadra           | Città       | Stadio                  | Stagione 1969-70 | Stagione 1969-70        |
| Squadra           | Città       | Stadio                  | Pos.             | Divisione               |
| ----------------- | ----------- | ----------------------- | ---------------- | ----------------------- |
| Sutjeska          | Nikšić      | Stadion kraj Bistrice   | 1º               | Druga liga Sud          |
| Budućnost         | Titograd    | Stadion Pod Goricom     | 2º               | Druga liga Sud          |
| Pofalički         | Sarajevo    | ?                       | 3º               | Druga liga Sud          |
| GOŠK Dubrovnik    | Ragusa      | Stadion Lapad           | 4º               | Druga liga Sud          |
| Rudar Kakanj      | Kakanj      | Stadion Rudara          | 5º               | Druga liga Sud          |
| Lovćen            | Cettigne    | Stadion Obilića Poljana | 6º               | Druga liga Sud          |
| OFK Titograd      | Titograd    | Stadion Cvijetni Brijeg | 7º               | Druga liga Sud          |
| Leotar            | Trebigne    | Stadion Police          | 8º               | Druga liga Sud          |
| Borac Čapljina    | Čapljina    | Stadion Bjelave         | 9º               | Druga liga Sud          |
| Borac Travnik     | Travnik     | Stadion Pirota          | 10º              | Druga liga Sud          |
| Bosna Visoko      | Visoko      | Stadion Luke            | 11º              | Druga liga Sud          |
| Famos Hrasnica    | Hrasnica    | Stadion Famos           | 12º              | Druga liga Sud          |
| Bosna Sarajevo    | Sarajevo    | Pomoćni Stadion Koševo  | 13º              | Druga liga Sud          |
| UNIS Vogošća      | Vogošća     | Stadion Hakija Mršo     | 1º               | Sarajevsko–Zenička zona |
| Igman Konjic      | Konjic      | Stadion Igmana          | 1º               | Hercegovačka zona       |
| Iskra Danilovgrad | Danilovgrad | Stadion Braće Velašević | 1º               | Crnogorska liga         |

### Classifica
|  | Pos. | Squadra            | Pt | G  | V  | N  | P  | GF | GS | DR  |
|  | ---- | ------------------ | -- | -- | -- | -- | -- | -- | -- | --- |
|  | 1.   | Sutjeska           | 44 | 30 | 18 | 8  | 4  | 67 | 22 | +55 |
|  | 2.   | Budućnost          | 38 | 30 | 15 | 8  | 7  | 48 | 20 | +28 |
|  | 3.   | Bosna Visoko       | 37 | 30 | 16 | 5  | 9  | 42 | 35 | +7  |
|  | 4.   | Borac Travnik      | 34 | 30 | 12 | 10 | 8  | 39 | 38 | +1  |
|  | 5.   | Rudar Kakanj       | 32 | 30 | 12 | 8  | 10 | 48 | 46 | +2  |
|  | 6.   | Lovćen             | 30 | 30 | 12 | 6  | 12 | 42 | 37 | +5  |
|  | 7.   | Pofalički Sarajevo | 28 | 30 | 9  | 10 | 11 | 28 | 34 | −6  |
|  | 8.   | Igman Konjic       | 28 | 30 | 11 | 6  | 13 | 39 | 43 | −4  |
|  | 9.   | OFK Titograd       | 28 | 30 | 9  | 10 | 11 | 25 | 30 | −5  |
|  | 10.  | Leotar             | 28 | 30 | 10 | 8  | 12 | 39 | 49 | −10 |
|  | 11.  | GOŠK Dubrovnik     | 27 | 30 | 9  | 9  | 12 | 36 | 35 | +1  |
|  | 12.  | Famos Hrasnica     | 27 | 30 | 9  | 9  | 12 | 32 | 36 | −4  |
|  | 13.  | Iskra Danilovgrad  | 27 | 30 | 10 | 7  | 13 | 27 | 42 | −15 |
|  | 14.  | Borac Čapljina     | 27 | 30 | 9  | 9  | 12 | 26 | 47 | −11 |
|  | 15.  | UNIS Vogošća       | 25 | 30 | 10 | 5  | 15 | 47 | 46 | +1  |
|  | 16.  | Bosna Sarajevo     | 20 | 30 | 6  | 8  | 16 | 30 | 54 | −24 |

Legenda:

      Promossa in Prva Liga 1971-1972 dopo gli spareggi.

  Partecipa agli spareggi promozione/retrocessione.

      Retrocessa in terza divisione jugoslava 1971-1972.

      Esclusa dal campionato.
Note:

Due punti a vittoria, uno a pareggio, zero a sconfitta.
In caso di arrivo di due o più squadre a pari punti, la graduatoria viene stilata secondo la differenza reti tra le squadre interessate.
| Capocannoniere |               |          |
| Reti           | Marcatore     | Squadra  |
| 20             | Radovan Bokan | Sutjeska |

## Girone Est

### Profili
| Squadra           | Città              | Stadio                    | Stagione 1969-70 | Stagione 1969-70 |
| Squadra           | Città              | Stadio                    | Pos.             | Divisione        |
| ----------------- | ------------------ | ------------------------- | ---------------- | ---------------- |
| Vardar            | Skopje             | Gradski stadion           | 17º              | Prva liga        |
| Sloga Kraljevo    | Kraljevo           | Gradski stadion           | 1º               | Druga liga Est   |
| Borac Čačak       | Čačak              | Stadion kraj Morave       | 2º               | Druga liga Est   |
| Priština          | Priština           | Gradski stadion           | 3º               | Druga liga Est   |
| Sloboda Užice     | Titovo Užice       | Stadion Begluk            | 4º               | Druga liga Est   |
| Napredak Kruševac | Kruševac           | Stadion Mladost           | 5º               | Druga liga Est   |
| Bregalnica Štip   | Štip               | Gradski stadion           | 6º               | Druga liga Est   |
| Dubočica Leskovac | Leskovac           | Gradski stadion           | 7º               | Druga liga Est   |
| Radnički Pirot    | Pirot              | Stadion kraj Nišave       | 8º               | Druga liga Est   |
| Rabotnički        | Skopje             | Gradski stadion           | 9º               | Druga liga Est   |
| Pobeda            | Prilep             | Stadion Goce Delčev       | 10º              | Druga liga Est   |
| FK Trepča         | Kosovska Mitrovica | Stadion Trepča            | 11º              | Druga liga Est   |
| Železničar Niš    | Niš                | Stadion kraj Carske pruge | 12º              | Druga liga Est   |
| Teteks            | Tetovo             | Gradski stadion           | 13º              | Druga liga Est   |
| FAP               | Priboj             | Gradski stadion           | 1º               | Srpska liga Sud  |
| MIK Skopje        | Skopje             | Stadio Železarnica        | 1º               | Makedonska liga  |

### Classifica
|  | Pos. | Squadra           | Pt | G  | V  | N  | P  | GF | GS | DR  |
|  | ---- | ----------------- | -- | -- | -- | -- | -- | -- | -- | --- |
|  | 1.   | Vardar            | 43 | 30 | 19 | 5  | 6  | 46 | 18 | +28 |
|  | 2.   | Borac Čačak       | 43 | 30 | 17 | 9  | 4  | 40 | 13 | +27 |
|  | 3.   | Pobeda            | 35 | 30 | 14 | 7  | 9  | 47 | 38 | +9  |
|  | 4.   | Napredak Kruševac | 32 | 30 | 12 | 8  | 10 | 43 | 32 | +11 |
|  | 5.   | FK Trepča         | 32 | 30 | 13 | 6  | 11 | 48 | 46 | +2  |
|  | 6.   | Rabotnički        | 29 | 30 | 12 | 5  | 13 | 50 | 46 | +4  |
|  | 7.   | MIK Skopje        | 29 | 30 | 13 | 3  | 14 | 42 | 52 | −10 |
|  | 8.   | Sloboda Užice     | 28 | 30 | 10 | 8  | 12 | 36 | 33 | +3  |
|  | 9.   | Sloga Kraljevo    | 28 | 30 | 9  | 10 | 11 | 37 | 41 | −4  |
|  | 10.  | Radnički Pirot    | 28 | 30 | 10 | 8  | 12 | 30 | 36 | −6  |
|  | 11.  | Dubočica Leskovac | 28 | 30 | 12 | 4  | 14 | 33 | 40 | −7  |
|  | 12.  | FK FAP            | 27 | 30 | 10 | 7  | 13 | 33 | 41 | −8  |
|  | 13.  | Teteks            | 27 | 30 | 10 | 7  | 13 | 36 | 44 | −8  |
|  | 14.  | Bregalnica Štip   | 27 | 30 | 10 | 7  | 13 | 24 | 37 | −13 |
|  | 15.  | Priština          | 26 | 30 | 9  | 8  | 13 | 44 | 44 | 0   |
|  | 16.  | Železničar Niš    | 18 | 30 | 5  | 8  | 17 | 22 | 50 | −28 |

Legenda:

      Promossa in Prva Liga 1971-1972 dopo gli spareggi.

  Partecipa agli spareggi promozione/retrocessione.

      Retrocessa in terza divisione jugoslava 1971-1972.

      Esclusa dal campionato.
Note:

Due punti a vittoria, uno a pareggio, zero a sconfitta.
In caso di arrivo di due o più squadre a pari punti, la graduatoria viene stilata secondo la differenza reti tra le squadre interessate.
| Capocannoniere |                 |         |
| Reti           | Marcatore       | Squadra |
| 19             | Tome Filipovski | Vardar  |

## Spareggi promozione
Otto squadre (le prime due classificate di ognuno dei quattro gironi) vengono divise in due gruppi col compito di disputare due turni ad eliminazione diretta con gare ad andata e ritorno. Le due vincitrici vengono promosse nella massima divisione.
| Girone | 1ª classificata    | 2ª classificata |
| ------ | ------------------ | --------------- |
| Ovest  | Rijeka             | Rudar Ljubija   |
| Nord   | Proleter Zrenjanin | Osijek          |
| Sud    | Sutjeska           | Budućnost       |
| Est    | Vardar             | Borac Čačak     |

| Squadra 1          | Totale        | Squadra 2          | Andata     | Ritorno    |
| ------------------ | ------------- | ------------------ | ---------- | ---------- |
| PRIMO GRUPPO       |               |                    |            |            |
| Semifinali         | Semifinali    | Semifinali         | 20.06.1971 | 27.06.1971 |
| Osijek             | 2−2 (6-5 dtr) | Rijeka             | 1−1        | 1−1        |
| Vardar             | 4−1           | Budućnost          | 3−0        | 1−1        |
| Finale             | Finale        | Finale             | 04.07.1971 | 11.07.1971 |
| Osijek             | 0−2           | Vardar             | 0−1        | 0−1        |
| SECONDO GRUPPO     |               |                    |            |            |
| Semifinali         | Semifinali    | Semifinali         | 20.06.1971 | 27.06.1971 |
| Borac Čačak        | 2−3           | Sutjeska           | 1−0        | 1−3        |
| Proleter Zrenjanin | 5−1           | Rudar Ljubija      | 5−0        | 0−1        |
| Finale             | Finale        | Finale             | 04.07.1971 | 11.07.1971 |
| Sutjeska           | 3−1           | Proleter Zrenjanin | 2−0        | 1−1        |

- Vardar e Sutjeska promosse in Prva Liga 1971-1972[9]